# Jon Moncayola
Jon Moncayola Tollar (Garínoain, 1998. május 13. –) spanyol korosztályos válogatott labdarúgó, az Osasuna középpályása.

## Pályafutása

### Klubcsapatokban
Moncayola a spanyolországi Garínoain községben született. Az ifjúsági pályafutását az Osasuna akadémiájánál kezdte.
2019-ben mutatkozott be az Osasuna első osztályban szereplő felnőtt keretében. Először a 2019. augusztus 17-ei, Leganés ellen 1–0-ra megnyert mérkőzésen lépett pályára. Első gólját 2019. december 1-jén, az Espanyol ellen idegenben 4–2-es győzelemmel zárult találkozón szerezte meg.

### A válogatottban
Moncayola az U21-es és az U23-as korosztályú válogatottakban is képviselte Spanyolországot. Tagja volt a 2020-as tokiói olimpiára küldött nemzeti keretnek is.

## Statisztikák
2023. április 28. szerint
| Klub     | Szezon   | Osztály  | Bajnokság | Bajnokság | Kupa és Ligakupa | Kupa és Ligakupa | Nemzetközi | Nemzetközi | Összesen | Összesen |
| Klub     | Szezon   | Osztály  | Meccs     | Gól       | Meccs            | Gól              | Meccs      | Gól        | Meccs    | Gól      |
| -------- | -------- | -------- | --------- | --------- | ---------------- | ---------------- | ---------- | ---------- | -------- | -------- |
| Osasuna  | 2019–20  | La Liga  | 27        | 1         | 4                | 0                | —          | —          | 31       | 1        |
| Osasuna  | 2020–21  | La Liga  | 36        | 2         | 1                | 0                | —          | —          | 37       | 2        |
| Osasuna  | 2021–22  | La Liga  | 36        | 2         | 2                | 0                | —          | —          | 38       | 2        |
| Osasuna  | 2022–23  | La Liga  | 32        | 1         | 6                | 0                | —          | —          | 38       | 1        |
| Összesen | Összesen | Összesen | 131       | 6         | 13               | 0                | 0          | 0          | 144      | 6        |

## Sikerei, díjai
Spanyol olimpiai csapat
- Nyári Olimpiai Játékok – Labdarúgás
  - Ezüstérmes (1): 2020